# 桶川市図書館
桶川市図書館（おけがわしとしょかん）は、埼玉県桶川市が設置する公共図書館の総称である。

## 概要
桶川市図書館は桶川市が設置する公立図書館であり、1975年に巡回を開始した移動図書館車「むぎぶえ号」を始まりとする。以降複数の分室の開設・移設を行い、西側分室を桶川市立図書館と改称して1985年5月1日に開館した後、1987年に新たな市立図書館を開館してそれまでの市立図書館を駅西口図書館とした。1988年には駅西口図書館をパトリア桶川店（おけがわマイン）4階に開館し、2015年には3階に移転して丸善雄松堂・図書館流通センター共同事業体を指定管理者とした。2019年4月1日からは全館について同共同事業体を指定管理者とし、各館の館名を改称した。
桶川市に在住・在勤・在学する者の他、上尾市・北本市・鴻巣市・久喜市・北足立郡伊奈町の在住者も広域利用により利用することができる。
桶川市では中央図書館（パトリア桶川店内）の他、桶川図書館、川田谷図書館（川田谷生涯学習センター内）、坂田図書館があり、加納公民館にも図書受渡しサービスポイントを設けていて、共通の貸出カードにより資料貸借を行っている。
この他、桶川市図書館では2003年度（平成15年度）まで市内を巡回する移動図書館を運営していた。

## 図書館一覧
- 桶川市立中央図書館（桶川市若宮1-5-2、パトリア桶川店3階） - 1988年10月8日、パトリア桶川店4階に桶川市立駅西口図書館として開館し、改装工事のため[7]2015年4月13日から一時休館した。改装後は3階に移転し、書店（丸善）およびカフェとの複合施設「OKEGAWA honプラス+」となっている[8]。2019年4月に中央図書館と改称。

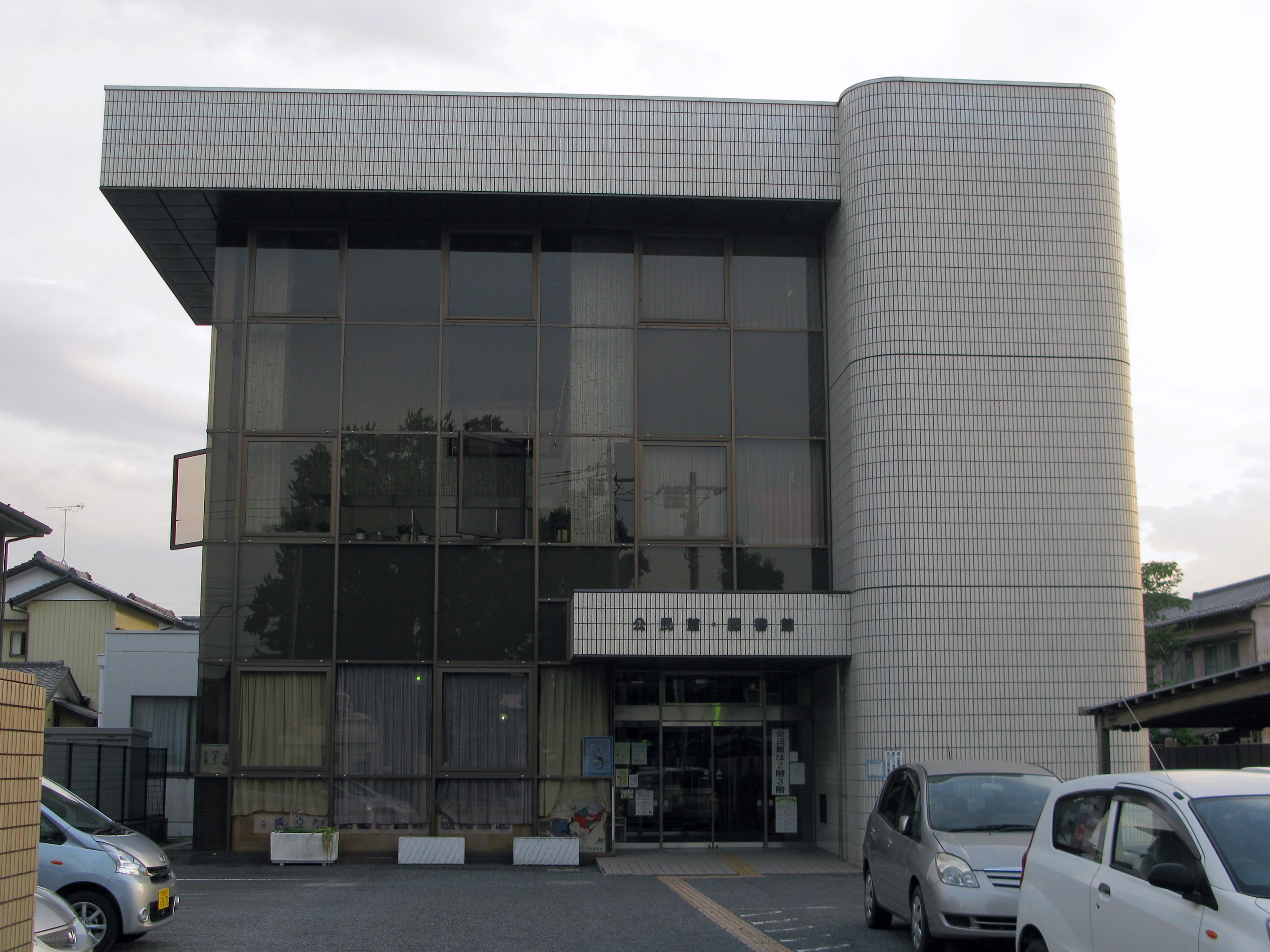
桶川図書館（桶川市立図書館だった2012年当時）

- 桶川市立桶川図書館（桶川市西1-5-21） - 1987年7月1日に桶川市立図書館として開館、2017年5月から改修のため休館して2018年4月にリニューアルオープンした。2019年4月に桶川図書館と改称。
- 桶川市立川田谷図書館（桶川市川田谷4405-4、川田谷生涯学習センター1階） - 1992年8月に川田谷分室として開館。2019年4月に川田谷図書館と改称。生涯学習センターができる以前の川田谷分室は1980年5月31日に川田谷学童保育室内に開設され、1981年5月1日に川田谷小学校跡に移設、1990年11月に生涯学習センター建設のため閉室している。
- 桶川市立坂田図書館（桶川市坂田東2-3-1、スマイルピアザ坂田内） - 2019年4月16日開館。商業施設「フレスポ桶川」内の公共施設「スマイルピアザ坂田」に坂田コミュニティセンターとともに設置されている[9]。